# Aquiauhtzin Cuauhquiyahuacatzintli
Aquiauhtzin Cuauhquiyahuacatzintli, även känd som Aquiauhtzin de Ayapango (1430–1500) var en nahua-poet från i Ayapango i Mexiko. Få av hans dikter finns bevarade. De verk som finns bevarade är idag utställda på ett museum som är en del av ett kulturhus tillägnat honom i Ayapango.

## Kända verk
- Chalcacihuacuicatl
- Noconcacon Cuicatl